# Holophagus
Holophagus är ett utdött släkte av lobfeniga fiskar. Den levde under juraperioden.